# Hrabstwo Cerro Gordo

Piramida wieku hrabstwa

Hrabstwo Cerro Gordo – hrabstwo położone w USA w stanie Iowa z siedzibą w mieście Mason City. Założone w 1851 roku.

## Miasta i miejscowości
| - Clear Lake - Dougherty - Mason City | - Meservey - Nora Springs - Plymouth | - Rock Falls - Rockwell - Swaledale | - Thornton - Ventura |

## CDP
- Burchinal
- Portland

## Gminy
| - Bath - Clear Lake - Dougherty - Falls | - Geneseo - Grant - Grimes - Lake | - Lime Creek - Lincoln - Mason - Mount Vernon | - Owen - Pleasant Valley - Portland - Union |

## Drogi główne
- Interstate 35
- U.S. Highway 18
- U.S. Highway 65
- Iowa Highway 27
- Iowa Highway 122

## Sąsiednie hrabstwa
- Hrabstwo Worth
- Hrabstwo Mitchell
- Hrabstwo Floyd
- Hrabstwo Franklin
- Hrabstwo Hancock